# Stoke St. Milborough
Stoke St. Milborough est une paroisse civile et un village du Shropshire, en Angleterre.